# Callahan County
Das Callahan County ist ein County im Bundesstaat Texas der Vereinigten Staaten. Das U.S. Census Bureau hat bei der Volkszählung 2020 eine Einwohnerzahl von 13.708 ermittelt. Der Sitz der County-Verwaltung (County Seat) befindet sich in Baird.

## Geographie

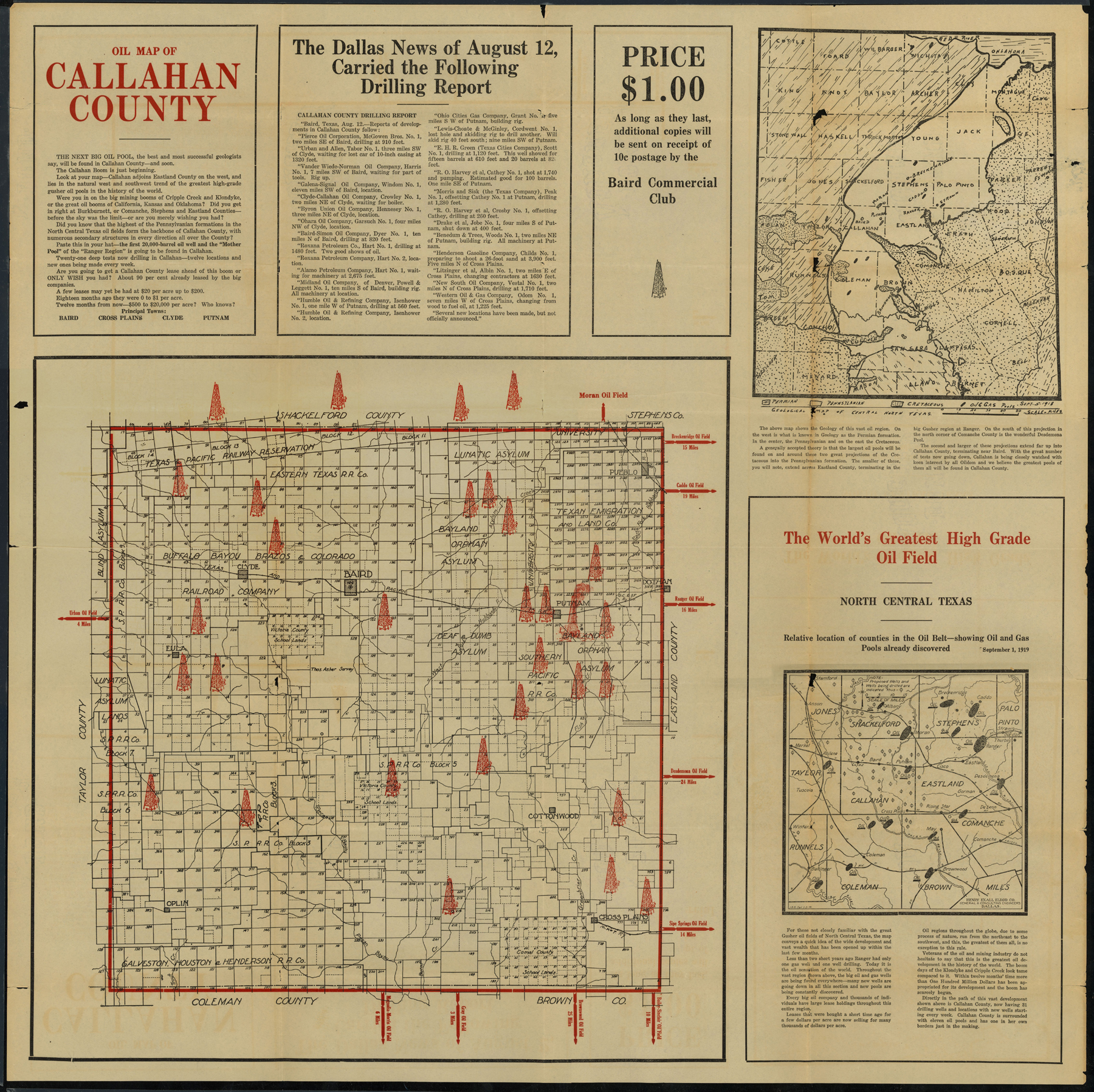
Oil Map of Callahan County, 1919

Das County liegt östlich des geographischen Zentrums von Texas und hat eine Fläche von 2334 Quadratkilometern, wovon 7 Quadratkilometer Wasserfläche sind. Es grenzt im Uhrzeigersinn an folgende Countys: Shackelford County, Eastland County, Brown County, Coleman County, Taylor County und Jones County.

## Geschichte
Callahan County wurde am 1. Februar 1858 aus Teilen des Bexar County, Bosque County und Travis County gebildet und die Verwaltungsorganisation am 3. Juli 1877 abgeschlossen. Benannt wurde es nach James Hughes Callahan, einem Soldaten während der texanischen Revolution.
Zwei Bauwerke des Countys sind im National Register of Historic Places (NRHP) eingetragen (Stand 16. Oktober 2018), das Robert E. Howard House und das Texas and Pacific Railway Depot.

## Demografische Daten

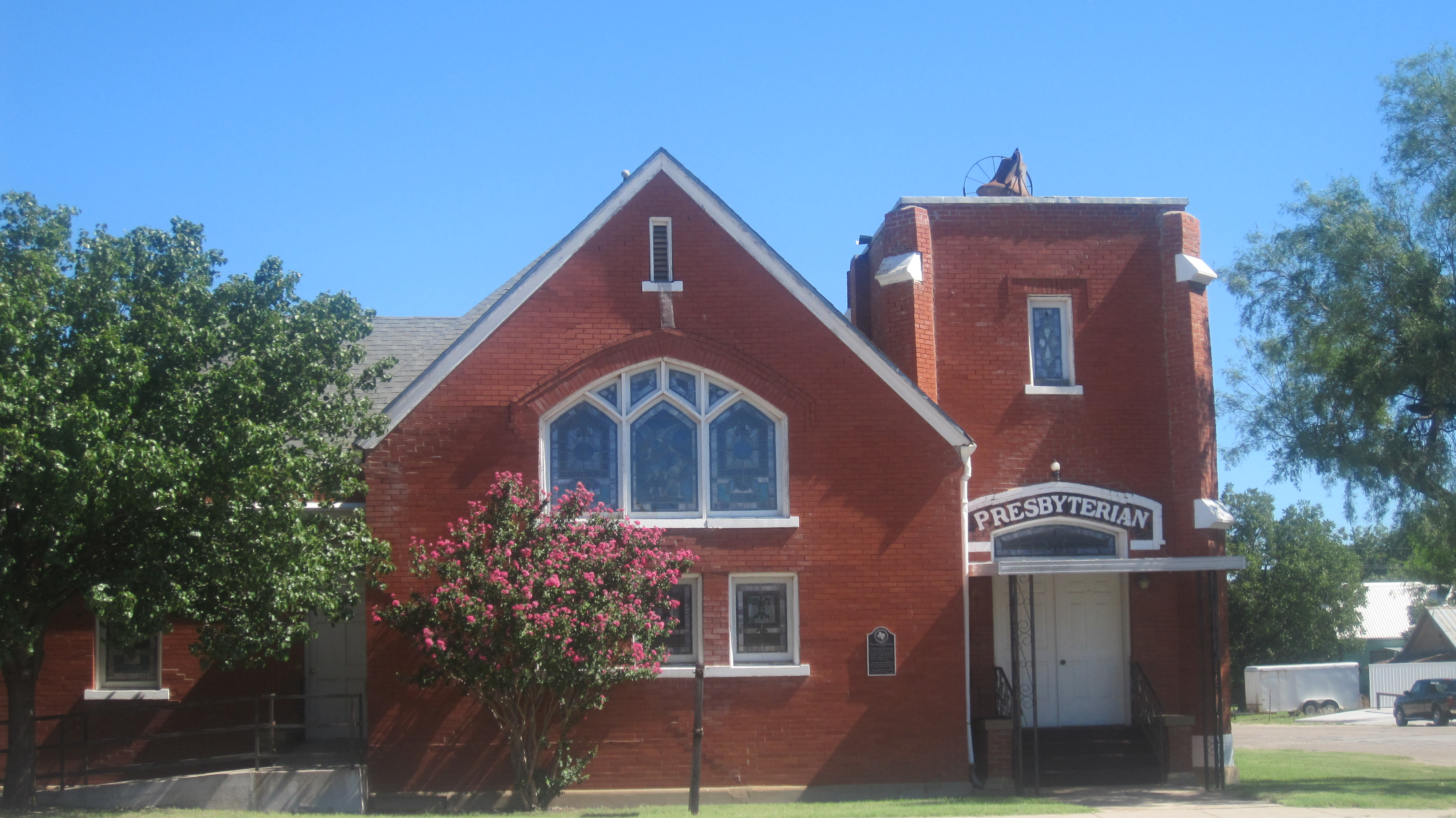
Presbyterian Church in Baird

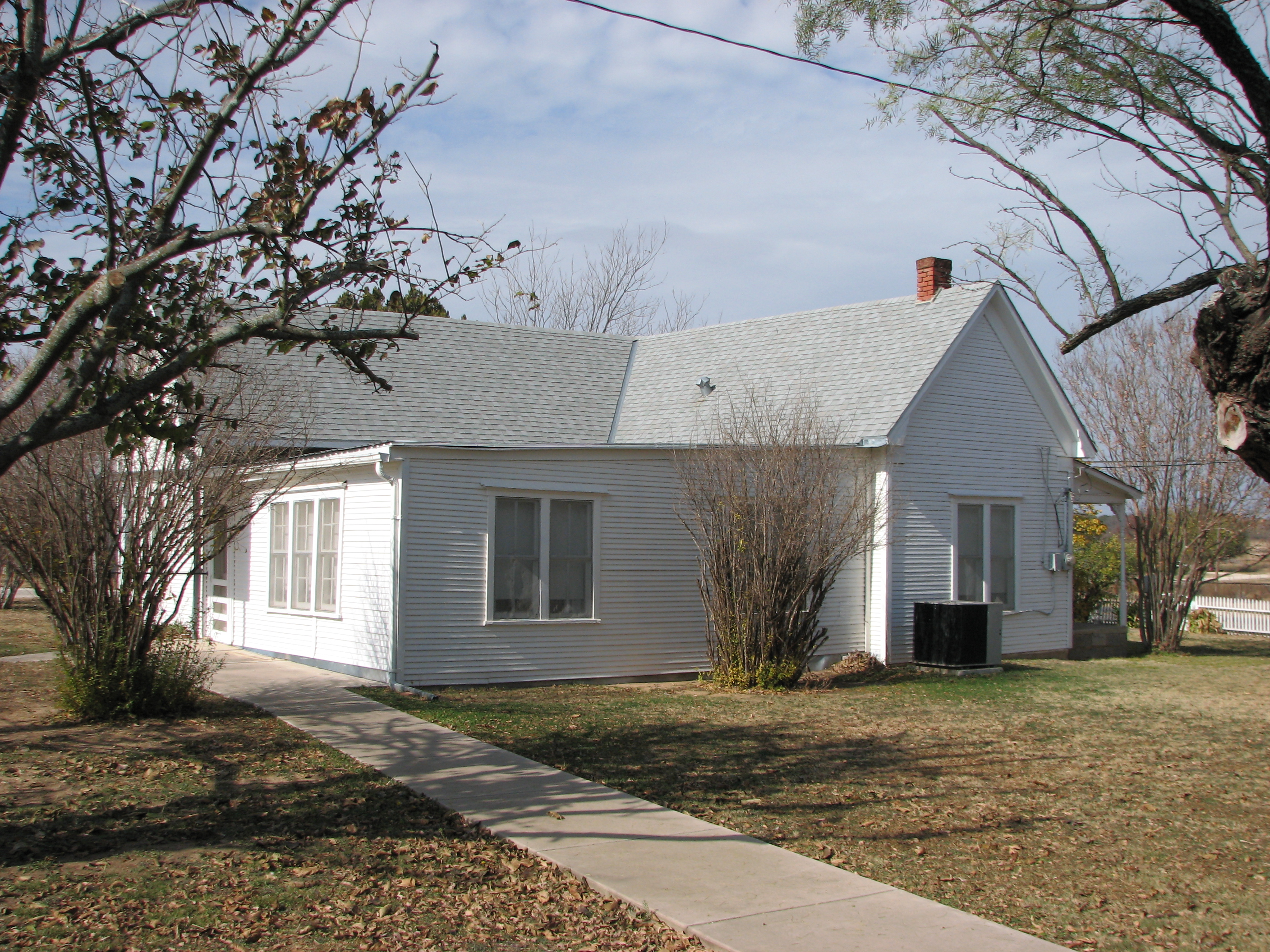
Das Robert E. Howard House, gelistet im NRHP mit der Nr. 94000984

Nach der Volkszählung im Jahr 2000 lebten im Callahan County 12.905 Menschen in 5.061 Haushalten und 3.750 Familien. Die Bevölkerungsdichte betrug 6 Einwohner pro Quadratkilometer. Ethnisch betrachtet setzte sich die Bevölkerung zusammen aus 94,78 Prozent Weißen, 0,22 Prozent Afroamerikanern, 0,63 Prozent amerikanischen Ureinwohnern, 0,26 Prozent Asiaten, 0,05 Prozent Bewohnern aus dem pazifischen Inselraum und 2,70 Prozent aus anderen ethnischen Gruppen; 1,35 Prozent stammten von zwei oder mehr Ethnien ab. 6,29 Prozent der Einwohner waren spanischer oder lateinamerikanischer Abstammung.
Von den 5.061 Haushalten hatten 31,9 Prozent Kinder oder Jugendliche, die mit ihnen zusammen lebten. 61,6 Prozent waren verheiratete, zusammenlebende Paare 9,3 Prozent waren allein erziehende Mütter und 25,9 Prozent waren keine Familien. 23,3 Prozent waren Singlehaushalte und in 12,2 Prozent lebten Menschen im Alter von 65 Jahren oder darüber. Die durchschnittliche Haushaltsgröße betrug 2,53 und die durchschnittliche Familiengröße betrug 2,97 Personen.
26,2 Prozent der Bevölkerung war unter 18 Jahre alt, 6,6 Prozent zwischen 18 und 24, 24,9 Prozent zwischen 25 und 44, 25,3 Prozent zwischen 45 und 64 und 17,0 Prozent waren 65 Jahre alt oder älter. Das Medianalter betrug 40 Jahre. Auf 100 weibliche Personen kamen 94,4 männliche Personen und auf 100 Frauen im Alter von 18 Jahren oder darüber kamen 90,9 Männer.
Das jährliche Durchschnittseinkommen eines Haushalts betrug 32.463 USD, das Durchschnittseinkommen einer Familie betrug 37.165 USD. Männer hatten ein Durchschnittseinkommen von 27.086 USD, Frauen 19.720 USD. Das Prokopfeinkommen betrug 15.204 USD. 9,0 Prozent der Familien und 12,2 Prozent der Einwohner lebten unterhalb der Armutsgrenze.

## Städte und Gemeinden
- Admiral
- Atwell
- Baird
- Clyde
- Cottonwood
- Cross Plains
- Denton
- Dudley
- Eula
- Jayell
- Oplin
- Putnam
- Rowden